# Fălești
Fălești est une ville de Moldavie chef-lieu du raion de Falești.

## Histoire
Avant la Seconde Guerre mondiale, la ville comptait une importante communauté juive, 51 % des habitants. Ses membres seront décimés lors de la Shoah,.
En 2011, la population de Falești est de 17 800 personnes.

## Personnes
- Ion Păscăluță
- Avraham Granot homme politique israélien.